# Bruguiera
Bruguiera is een geslacht van mangroven uit de familie Rhizophoraceae. De soorten komen voor in de oostelijke delen van tropisch en zuidelijk Afrika (sub)tropisch Azië, Noordoost-Australië en op de eilanden in de Indische Oceaan en de westelijke Grote Oceaan.

## Soorten
- Bruguiera cylindrica (L.) Blume
- Bruguiera exaristata Ding Hou
- Bruguiera gymnorhiza (L.) Lam.
- Bruguiera parviflora (Roxb.) Wight & Arn. ex Griff.
- Bruguiera sexangula (Lour.) Poir.

## Hybriden
- Bruguiera × hainesii C.G.Rogers
- Bruguiera × rhynchopetala (W.C.Ko) N.C.Duke & X.J.Ge